# 氯酸亚铁
氯酸亚铁是一种无机化合物，化学式Fe(ClO3)2。可由硫酸亚铁和氯酸钡在水溶液中反应形成。它仅存在于溶液中，其溶液无色，放置后变黄，并产生沉淀。在酸性溶液中它自身发生氧化还原反应：
6 Fe2+ + ClO3− + 6 H+ → 6 Fe3+ + Cl− + 3 H2O
计算表明，其−ΔHfo为80±15 kcal/mol（25 °C）。